# Karel av den helige Andreas
Karel av den helige Andreas, född Joannes Andreas Houben den 11 december 1821 i Munstergeleen, Limburg, död den 5 januari 1893 i Mount Argus, Harold's Cross, Dublin, var en nederländsk romersk-katolsk passionist och präst. Han vördas som helgon i Romersk-katolska kyrkan, med minnesdag den 5 januari.
Karels anseende som helare och undergörare föranledde James Joyce att nämna honom i romanen Odysseus.

## Biografi
Joannes Andreas Houben var son till Peter Joseph och Elizabeth Jane Houben. År 1840 tog han värvning och tjänstgjorde inom armén i fem år. År 1845 avlade han sina löften som passionist i Ere i Belgien och antog ordensnamnet Karel av den helige Andreas. I december 1850 blev han prästvigd och sändes två år senare till England, där han tjänade irländare som hade flytt den stora svälten. I juli 1856 förflyttades Karel till ett reträtthus i närheten av Dublin, där han verkade till sin död.

## Bilder
| - Helige Karels grav. |